# Patriarca (ebraismo)

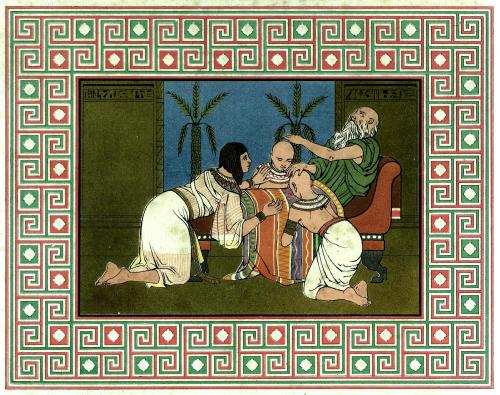
Owen Jones: Il patriarca Giacobbe con Manasse e Efraim

I patriarchi (in ebraico אבות‎? avot o abot, singolare in ebraico אב‎? Ab o aramaico: אבא, Abba) della Bibbia, quando definiti in senso stretto, sono Abramo, suo figlio Isacco e il figlio di Isacco, Giacobbe, chiamato anche Israele, capostipite degli Israeliti. Questi tre personaggi vengono chiamati collettivamente i patriarchi dell'Ebraismo ed il periodo in cui vissero è noto come "età patriarcale".
Hanno un ruolo importante nelle Scritture ebraiche durante e dopo i rispettivi periodi della loro esistenza. Vengono usati come indicatori significativi nella rivelazione divina e nell'Alleanza, e continuano ad avere ruoli importanti nelle religioni abramitiche. Più in generale, il termine "patriarchi" può essere utilizzato per riferirsi a venti figure ataviche tra Adamo e Abramo. I primi dieci di questi sono chiamati i patriarchi antidiluviani, perché vennero prima del Diluvio. Ebraismo e Islam sostengono che i patriarchi e le loro mogli primarie – Sara (moglie di Abramo), Rebecca (moglie di Isacco), Lia e Rachele (le mogli di Giacobbe) – (note come le matriarche), sono seppellite a Macpela, un sito considerato sacro da ebrei, musulmani e cristiani.

## Longevità dei patriarchi
Caratteristica particolare di questi personaggi è la longevità. Il record è detenuto da Matusalemme, morto a ben 969 anni; per questo motivo la sua longevità è diventata proverbiale.
È difficile dare una spiegazione di questa longevità. Si possono sottolineare alcune caratteristiche:
- nella Bibbia la longevità è vista come segno della benedizione di Dio. La vita lunga di questi antichi personaggi sarebbe un segno della predilezione divina. Si noti che i patriarchi più recenti vivono mediamente molto meno dei precedenti e parallelamente concepiscono prima i loro primogeniti.
- il racconto biblico ha da coprire lunghi periodi di storia con pochi personaggi. Viene così allungata la loro vita.
- anche le dinastie sumeriche di re antidiluviani sono caratterizzate da longevità straordinarie. La Bibbia si sarebbe adeguata a un genere letterario allora di uso comune.

## Elenchi dei Patriarchi
Negli elenchi seguenti, sono riportati tra parentesi, l'anno di nascita e di morte, contando a partire dalla data della creazione. Si osservi che le crono-genealogie dei patriarchi contenute nella bibbia ebraica sono diverse da quelle che compaiono nelle traduzioni più antiche, come quella antica in greco, la Septuaginta.

### Patriarchi antidiluviani
Sono quelli che coprono il periodo che va dalla creazione del mondo fino al Diluvio universale. Il loro elenco è presentato in Genesi 5:
- Adamo, il primo uomo, creato direttamente da Dio: visse 930 anni (0-930)
- Set, terzo figlio di Adamo, dopo Caino ed Abele[Nota 1]: 912 anni (130-1042)
- Enos: 905 anni (235-1140)
- Kenan: 910 anni (325-1235)
- Maalaleel: 895 anni (395-1290)
- Iared: 962 anni (460-1422)
- Enoch, Dio lo prese con sé anche per evitare che lui, integro, venisse corrotto in una generazione di malvagi: 365 anni (622-987)
- Matusalemme: 969 anni (687-1656)
- Lamech: 777 anni (874-1651)
- Noè: 950 anni (1056-2006)[Nota 2]

Il Diluvio universale avvenne nell'anno 1656 della creazione, quando Noè aveva seicento anni (Genesi 7, 6; 7, 11).
Le età qui fornite causano problemi di cronologia ai biblisti, come mostra la seguente citazione:
Legenda dei codici a colore:
- Età registrata nel Septuaginta: Nero e grigio
- Età registrata nella Peshitta siriaca: Oro e giallo
- Età registrata nel testo masoretico: Cremisi e vermiglione

## Albero genealogico
|  |  |  |  |       |       |       |       |               |               |               |               |                                         |               |  |  |          |          |             |             |             |             |             |             |              |              |              |              | Adamo        | Adamo        | Adamo   | Adamo   | Adamo   | Adamo   |        |        | Eva    | Eva    | Eva    | Eva    | Eva            | Eva            |                |                |                |                |       |       |  |  |  |  |  |  |  |  |  |  |  |  |  |  |
|  |  |  |  |       |       |       |       |               |               |               |               |                                         |               |  |  |          |          |             |             |             |             |             |             |              |              |              |              | Adamo        | Adamo        | Adamo   | Adamo   | Adamo   | Adamo   |        |        | Eva    | Eva    | Eva    | Eva    | Eva            | Eva            |                |                |                |                |       |       |  |  |  |  |  |  |  |  |  |  |  |  |  |  |
|  |  |  |  |       |       |       |       |               |               |               |               |                                         |               |  |  |          |          |             |             |             |             |             |             |              |              |              |              |              |              |         |         |         |         |        |        |        |        |        |        |                |                |                |                |                |                |       |       |  |  |  |  |  |  |  |  |  |  |  |  |  |  |
|  |  |  |  |       |       |       |       |               |               |               |               |                                         |               |  |  |          |          |             |             |             |             |             |             |              |              |              |              |              |              |         |         |         |         |        |        |        |        |        |        |                |                |                |                |                |                |       |       |  |  |  |  |  |  |  |  |  |  |  |  |  |  |
|  |  |  |  | Caino | Caino | Caino | Caino | Caino         | Caino         |               |               |                                         |               |  |  |          |          | Altri figli | Altri figli | Altri figli | Altri figli | Altri figli | Altri figli |              |              |              |              |              |              |         |         | Set     | Set     | Set    | Set    | Set    | Set    |        |        |                |                | Abele          | Abele          | Abele          | Abele          | Abele | Abele |  |  |  |  |  |  |  |  |  |  |  |  |  |  |
|  |  |  |  | Caino | Caino | Caino | Caino | Caino         | Caino         |               |               |                                         |               |  |  |          |          | Altri figli | Altri figli | Altri figli | Altri figli | Altri figli | Altri figli |              |              |              |              |              |              |         |         | Set     | Set     | Set    | Set    | Set    | Set    |        |        |                |                | Abele          | Abele          | Abele          | Abele          | Abele | Abele |  |  |  |  |  |  |  |  |  |  |  |  |  |  |
|  |  |  |  |       |       |       |       |               |               |               |               |                                         |               |  |  |          |          |             |             |             |             |             |             |              |              |              |              |              |              |         |         |         |         |        |        |        |        |        |        |                |                |                |                |                |                |       |       |  |  |  |  |  |  |  |  |  |  |  |  |  |  |
|  |  |  |  |       |       |       |       |               |               |               |               |                                         |               |  |  |          |          | Altri       | Altri       | Altri       | Altri       | Altri       | Altri       |              |              |              |              |              |              |         |         | Noè     | Noè     | Noè    | Noè    | Noè    | Noè    |        |        |                |                |                |                |                |                |       |       |  |  |  |  |  |  |  |  |  |  |  |  |  |  |
|  |  |  |  |       |       |       |       |               |               |               |               |                                         |               |  |  |          |          | Altri       | Altri       | Altri       | Altri       | Altri       | Altri       |              |              |              |              |              |              |         |         | Noè     | Noè     | Noè    | Noè    | Noè    | Noè    |        |        |                |                |                |                |                |                |       |       |  |  |  |  |  |  |  |  |  |  |  |  |  |  |
|  |  |  |  |       |       |       |       |               |               |               |               |                                         |               |  |  |          |          |             |             |             |             |             |             |              |              |              |              |              |              |         |         |         |         |        |        |        |        |        |        |                |                |                |                |                |                |       |       |  |  |  |  |  |  |  |  |  |  |  |  |  |  |
|  |  |  |  |       |       |       |       | Jafet         | Jafet         | Jafet         | Jafet         | Jafet                                   | Jafet         |  |  |          |          | Cam         | Cam         | Cam         | Cam         | Cam         | Cam         |              |              |              |              |              |              |         |         | Sem     | Sem     | Sem    | Sem    | Sem    | Sem    |        |        |                |                |                |                |                |                |       |       |  |  |  |  |  |  |  |  |  |  |  |  |  |  |
|  |  |  |  |       |       |       |       | Jafet         | Jafet         | Jafet         | Jafet         | Jafet                                   | Jafet         |  |  |          |          | Cam         | Cam         | Cam         | Cam         | Cam         | Cam         |              |              |              |              |              |              |         |         | Sem     | Sem     | Sem    | Sem    | Sem    | Sem    |        |        |                |                |                |                |                |                |       |       |  |  |  |  |  |  |  |  |  |  |  |  |  |  |
|  |  |  |  |       |       |       |       |               |               |               |               |                                         |               |  |  |          |          |             |             |             |             |             |             |              |              |              |              |              |              |         |         |         |         |        |        |        |        |        |        |                |                |                |                |                |                |       |       |  |  |  |  |  |  |  |  |  |  |  |  |  |  |
|  |  |  |  |       |       |       |       |               |               |               |               |                                         |               |  |  |          |          |             |             |             |             |             |             | Prima moglie | Prima moglie | Prima moglie | Prima moglie | Prima moglie | Prima moglie |         |         | Terach  | Terach  | Terach | Terach | Terach | Terach |        |        | Seconda moglie | Seconda moglie | Seconda moglie | Seconda moglie | Seconda moglie | Seconda moglie |       |       |  |  |  |  |  |  |  |  |  |  |  |  |  |  |
|  |  |  |  |       |       |       |       |               |               |               |               |                                         |               |  |  |          |          |             |             |             |             |             |             | Prima moglie | Prima moglie | Prima moglie | Prima moglie | Prima moglie | Prima moglie |         |         | Terach  | Terach  | Terach | Terach | Terach | Terach |        |        | Seconda moglie | Seconda moglie | Seconda moglie | Seconda moglie | Seconda moglie | Seconda moglie |       |       |  |  |  |  |  |  |  |  |  |  |  |  |  |  |
|  |  |  |  |       |       |       |       |               |               |               |               |                                         |               |  |  |          |          |             |             |             |             |             |             |              |              |              |              |              |              |         |         |         |         |        |        |        |        |        |        |                |                |                |                |                |                |       |       |  |  |  |  |  |  |  |  |  |  |  |  |  |  |
|  |  |  |  |       |       |       |       |               |               |               |               |                                         |               |  |  |          |          |             |             |             |             |             |             |              |              |              |              |              |              |         |         |         |         |        |        |        |        |        |        |                |                |                |                |                |                |       |       |  |  |  |  |  |  |  |  |  |  |  |  |  |  |
|  |  |  |  |       |       |       |       | Aran          | Aran          | Aran          | Aran          | Aran                                    | Aran          |  |  | Nacor    | Nacor    | Nacor       | Nacor       | Nacor       | Nacor       |             |             | Agar         | Agar         | Agar         | Agar         | Agar         | Agar         |         |         | Abramo  | Abramo  | Abramo | Abramo | Abramo | Abramo |        |        | Sara           | Sara           | Sara           | Sara           | Sara           | Sara           |       |       |  |  |  |  |  |  |  |  |  |  |  |  |  |  |
|  |  |  |  |       |       |       |       | Aran          | Aran          | Aran          | Aran          | Aran                                    | Aran          |  |  | Nacor    | Nacor    | Nacor       | Nacor       | Nacor       | Nacor       |             |             | Agar         | Agar         | Agar         | Agar         | Agar         | Agar         |         |         | Abramo  | Abramo  | Abramo | Abramo | Abramo | Abramo |        |        | Sara           | Sara           | Sara           | Sara           | Sara           | Sara           |       |       |  |  |  |  |  |  |  |  |  |  |  |  |  |  |
|  |  |  |  |       |       |       |       |               |               |               |               |                                         |               |  |  |          |          |             |             |             |             |             |             |              |              |              |              |              |              |         |         |         |         |        |        |        |        |        |        |                |                |                |                |                |                |       |       |  |  |  |  |  |  |  |  |  |  |  |  |  |  |
|  |  |  |  |       |       |       |       | Lot           | Lot           | Lot           | Lot           | Lot                                     | Lot           |  |  | Betuel   | Betuel   | Betuel      | Betuel      | Betuel      | Betuel      |             |             |              |              |              |              | Ismaele      | Ismaele      | Ismaele | Ismaele | Ismaele | Ismaele |        |        |        |        |        |        |                |                |                |                |                |                |       |       |  |  |  |  |  |  |  |  |  |  |  |  |  |  |
|  |  |  |  |       |       |       |       | Lot           | Lot           | Lot           | Lot           | Lot                                     | Lot           |  |  | Betuel   | Betuel   | Betuel      | Betuel      | Betuel      | Betuel      |             |             |              |              |              |              | Ismaele      | Ismaele      | Ismaele | Ismaele | Ismaele | Ismaele |        |        |        |        |        |        |                |                |                |                |                |                |       |       |  |  |  |  |  |  |  |  |  |  |  |  |  |  |
|  |  |  |  |       |       |       |       |               |               |               |               |                                         |               |  |  |          |          |             |             |             |             |             |             |              |              |              |              |              |              |         |         |         |         |        |        |        |        |        |        |                |                |                |                |                |                |       |       |  |  |  |  |  |  |  |  |  |  |  |  |  |  |
|  |  |  |  |       |       |       |       | Labano        | Labano        | Labano        | Labano        | Labano                                  | Labano        |  |  |          |          |             |             |             |             |             |             |              |              |              |              | Rebecca      | Rebecca      | Rebecca | Rebecca | Rebecca | Rebecca |        |        | Isacco | Isacco | Isacco | Isacco | Isacco         | Isacco         |                |                |                |                |       |       |  |  |  |  |  |  |  |  |  |  |  |  |  |  |
|  |  |  |  |       |       |       |       | Labano        | Labano        | Labano        | Labano        | Labano                                  | Labano        |  |  |          |          |             |             |             |             |             |             |              |              |              |              | Rebecca      | Rebecca      | Rebecca | Rebecca | Rebecca | Rebecca |        |        | Isacco | Isacco | Isacco | Isacco | Isacco         | Isacco         |                |                |                |                |       |       |  |  |  |  |  |  |  |  |  |  |  |  |  |  |
|  |  |  |  |       |       |       |       |               |               |               |               |                                         |               |  |  |          |          |             |             |             |             |             |             |              |              |              |              |              |              |         |         |         |         |        |        |        |        |        |        |                |                |                |                |                |                |       |       |  |  |  |  |  |  |  |  |  |  |  |  |  |  |
|  |  |  |  |       |       |       |       |               |               |               |               |                                         |               |  |  |          |          |             |             |             |             |             |             |              |              |              |              |              |              |         |         |         |         |        |        |        |        |        |        |                |                |                |                |                |                |       |       |  |  |  |  |  |  |  |  |  |  |  |  |  |  |
|  |  |  |  |       |       |       |       | Lia e Rachele | Lia e Rachele | Lia e Rachele | Lia e Rachele | Lia e Rachele                           | Lia e Rachele |  |  | Giacobbe | Giacobbe | Giacobbe    | Giacobbe    | Giacobbe    | Giacobbe    |             |             |              |              |              |              |              |              |         |         | Esaù    | Esaù    | Esaù   | Esaù   | Esaù   | Esaù   |        |        |                |                |                |                |                |                |       |       |  |  |  |  |  |  |  |  |  |  |  |  |  |  |
|  |  |  |  |       |       |       |       | Lia e Rachele | Lia e Rachele | Lia e Rachele | Lia e Rachele | Lia e Rachele                           | Lia e Rachele |  |  | Giacobbe | Giacobbe | Giacobbe    | Giacobbe    | Giacobbe    | Giacobbe    |             |             |              |              |              |              |              |              |         |         | Esaù    | Esaù    | Esaù   | Esaù   | Esaù   | Esaù   |        |        |                |                |                |                |                |                |       |       |  |  |  |  |  |  |  |  |  |  |  |  |  |  |
|  |  |  |  |       |       |       |       |               |               |               |               |                                         |               |  |  |          |          |             |             |             |             |             |             |              |              |              |              |              |              |         |         |         |         |        |        |        |        |        |        |                |                |                |                |                |                |       |       |  |  |  |  |  |  |  |  |  |  |  |  |  |  |
|  |  |  |  |       |       |       |       |               |               |               |               | Dodici figli e almeno una figlia (Dina) |               |  |  |          |          |             |             |             |             |             |             |              |              |              |              |              |              |         |         |         |         |        |        |        |        |        |        |                |                |                |                |                |                |       |       |  |  |  |  |  |  |  |  |  |  |  |  |  |  |

## Tavola delle Nazioni
Molte delle tribù che vivevano nel Medio Oriente, tra il periodo di Abramo e quello di Cristo, hanno una connessione genealogica ai Patriarchi o ai loro discendenti. L'elenco che segue, tratto dal libro della Genesi, fornisce i dettagli di tale genealogia:
- Noè, padre di Sem,[Nota 4] Cam e Jafet
  - Cam, padre di Canaan (cananei)
    - Canaan, padre di Sidone, Ittiti, Gebusei, Amorrei, Girgasiti, Hiviti, Arkiti, Siniti Arvaditi, Zemariti e Amatiti

- Terach (discendente di Sem), padre di Abramo, Nacor e Aran
  - Abramo e Agar, genitori di Ismaele (Ismailiti)
  - Abramo e Quetura, genitori di Zimran, Jokshan, Medan, Madian (Madianiti), Ishbak, Shuah
  - Nacor e Milca, genitori di Uz, Buz, Kamuel, Chesed, Azo, Pildas, Idlaf e Betuel
    - Kamuel, padre di Aram (Aramei)
    - Betuel, padre di Labano e Rebecca
      - Labano, padre di Lia e Rachele

  - Nacor e Reuma, genitori di Teba, Gacam, Tacas e Maaca
  - Aran, padre di Lot
    - Lot e la sua figlia maggiore, genitori di Moab (Moabiti)
    - Lot e la sua figlia minore, genitori di Ben-ammi (Ammoniti)

- Abramo e Sara, genitori di Isacco
- Isacco e Rebecca, genitori di Giacobbe, Esaù (Edomiti)
  - Esaù e Ada, genitori di Elifaz
    - Elifaz e Timna, genitori di Amalek (Amaleciti)

- Giacobbe e Lia, genitori di Ruben, Simeone, Levi, Giuda, Issachar, Zabulon
- Giacobbe e Rachele, genitori di Giuseppe, Beniamino
- Giacobbe e Bila, genitori di Dan e Neftali
- Giacobbe e Zilpa, genitori di Gad e Aser
- Giuseppe e Asenat, genitori di Manasse e Efraim

Si noti che secondo questa genealogia, quando nacque Abramo erano ancora vivi tutti i suoi antenati fino a Noè incluso; Sem, Selach ed Eber addirittura gli sopravvissero.
Le dodici tribù di Israele includono dieci dei figli di Giacobbe, (esclusi Levi e Giuseppe) e i due figli di Giuseppe.

## Importanza religiosa

### Chiesa Cattolica
Secondo la Genealogia di Gesù, oggi oggetto di discussione fra i biblisti, San Giuseppe è l'ultimo discendente di Davide in linea diretta, venendo ad essere l'ultimo patriarca biblico e l'unico patriarca vivente al tempo del Nuovo Testamento.

Il padre putativo di Gesù Cristo è venerato e pregato come patrono e protettore della Chiesa Cattolica, qualità che si può (ma non necessariamente) collegare a quella di patriarca, nel senso di una forma di paternità spirituale, non procreativa.

Al titolo di San Giuseppe Patriarca sono tuttora consacrate alcune chiese cattoliche nel mondo: Nardò (Lecce), Saint Joseph the Patriarch Parish Church (Aguilar, nelle Filippine), Saint Joseph the Patriarch Church (San Jose, nelle Filippine).

Il figlio di Giacobbe è anche chiamato Giuseppe d'Egitto , forse per distinguerlo dall'altro Giuseppe, entrambi legati dal tema del sogno divino premonitore:
- il figlio di Giacobbe interpreta il sogno del Faraone,
- San Giuseppe avvertito in sogno dall'angelo per la fuga in Egitto;
- Gesù risorto si manifesta ad Emmaus, che alcuni studiosi identificano con la Betel, dove pregò Giacobbe (Gen 28:20-21).

Il legame coi patriarchi dell'Antico Testamento è posto in relazione all'attuazione delle profezie messianiche, e a il Dio d'Abraamo, il Dio d'Isacco e il Dio di Giacobbe ricordato da Gesù Cristo nei Vangeli sinottici (Luca 20:37; Marco 12.26; Matteo 22:32).

### Islam
Molti profeti antico-testamentari sono riconosciuti tali anche dall'islam: da Adamo (Adam) a Noè (Nūḥ), proseguendo poi con Abramo (Ibrahim), considerato il padre morale dei profeti dell'islam. Da lui infatti sarebbero discesi tutti i profeti successivi, attraverso Ismaele (Ismāʿīl), fino a Maometto.

## Matriarche del popolo di Israele
Le Matriarche sono le mogli dei Patriarchi biblici, come segue:
- Sara, sposa di Abramo;
- Rebecca, sposa di Isacco;
- Lia e Rachele, spose di Giacobbe.

### Riferimenti
1. ↑  "Storia degli ebrei" Archiviato il 6 novembre 2015 in Internet Archive., su mamash.it
2. ↑   Esodo 3:6, su laparola.net.
3. ↑   Levitico 26:42, su laparola.net.
4. ↑   Copia archiviata, su members.iinet.net.au. URL consultato il 14 febbraio 2009 (archiviato dall'url originale il 22 ottobre 2008). Età dei patriarchi nel libro della Genesi (EN)
5. ↑   Gen 5, su La Parola - La Sacra Bibbia in italiano in Internet.
6. ↑   Gn 7, 6; 7, 11, su La Parola - La Sacra Bibbia in italiano in Internet.
7. ↑  G. Von Rad (trad. J.H. Marks), Genesis - a commentary, Westminster Press, 1961.
8. ↑  Con facilità si possono trovare su Internet dell pubblicazioni per il soggetto Joseph d'Egypte oppure Joseph of Egypt, come: (FR) Paul-Jérémie Bitaubé, Joseph d'Egypte, le patriarche, le fils de Jacob, su books.google.it, 1797. URL consultato il 27 febbraio 2018. Ospitato su books.google.com.
9. ↑  Roberto Tottoli, Profeti biblici nella tradizione islamica, Paideia, Brescia 1999 (trad. ingl. Biblical Prophets in the Qurʾān and Muslim Literature, Curzon, Richmond 2002).